# Bohumil Bednařík
Bohumil Bednařík (20. srpna 1911, Velký Újezd – 28. února 1973, Olomouc) byl československý voják a velitel výsadku Chalk.

## Mládí
Narodil se 20. srpna 1911 ve Velkém Újezdu v okrese Olomouc. Otec Josef byl lesním dělníkem, kolářem a malorolníkem, matka Antonie, rozená Kovaříková byla v domácnosti. Zároveň měl dvě sestry a bratra. Ve velkém Újezdu vychodil obecnou školu a v roce 1931 maturoval na gymnáziu v Lipníku nad Bečvou. Do nástupu na základní vojenskou službu 1. října 1932 se živil jako pomocný dělník.

## Vojenská služba
Základní vojenskou službu nastoupil u 9. hraničního praporu v Tisovci u Rimavské Soboty. V období od srpna 1933 do února 1934 absolvoval školu pro důstojníky v záloze. V červnu 1934 si po důstojnických zkouškách podal žádost o setrvání v další činné službě. 1. července 1934 byl povýšen na četaře aspiranta, 1. ledna 1935 na podporučíka pěchoty v záloze, 8. října na poručíka pěchoty v záloze. Do zálohy byl odeslán 15. prosince 1938.
Po odchodu z činné služby se živil jako dělník.

## V exilu
7. ledna 1940 se s Jaroslavem Švarcem a Aloisem Frölichem vydali přes Slovensko a Maďarsko do Jugoslávie. Odtud přes Bejrút do Francie. Zde se rozešli. V Agde byl v československém zahraničním vojsku zařazen k 2. pěšímu pluku, v řadách tohoto pluku se zúčastnil bojů o Francii. Po pádu Francie 7. července 1940 příplul do Anglie.
V Anglii byl zařazen k 2. pěšímu praporu. 28. října 1941 byl povýšen na nadporučíka a 6. února byl přidělen k polnímu četnictvu. Poté, co souhlasil se svým zařazením do výcviku pro plnění zvláštních úkolů absolvoval od 20. května do 8. srpna 1942 základní sabotážní kurz, parakurz, kurz průmyslové sabotáže a dokončovací kurz. Od 27. dubna do 6. července 1943 absolvoval konspirační výcvik v zaměstnání a konspirační cvičení.
8. října 1943 byl s ostatními příslušníky výsadku Chalk přesunut do Itálie.

## Nasazení
Společně s ostatními byl vysazen 9. dubna 1944 několik minut po půlnoci u Větrova u Kamýku nad Vltavou. Navázali sice spojení s Londýnem, ale radista Nedělka byl zatčen a 13. května byl zatčen i on sám. Gestapo se ho pokoušelo využívat při navádění spojeneckých letadel. Od července 1944 byl vězněn v Praze, v zámku Jenerálka. V únoru 1945 se jeho prostřednictvím pokoušeli bezvýsledně přimět ke spolupráci dalšího z výsadkářů Šanderu. 4. května 1945 obdržel od gestapa falešné německé doklady, neboť se s ním počítalo pro případné akce proti Rudé armádě.

## Po válce
12. května, poté, co se přihlásil na MNO zpracoval podrobné hlášení o své činnosti. 15. května byl zatčen NKVD a vyslýchán. Poté byl převezen do Moravské Ostravy. Po převezení zpět do Prahy byl vyslýchán orgány Obranného zpravodajství a poté vzat do vazby. Obžaloba zněla na spáchání zločinu vojenské zrady. 12. února 1946 byl propuštěn a trestní stíhání bylo zastaveno. Po propuštění se oženil, manželství bylo ale brzy rozvedeno.
1. června 1946 byl bez udání důvodu propuštěn ze služeb MNO. Žádost o znovupřijetí byla zamítnuta. 24. května 1947 byl povýšen na kapitána pěchoty v záloze a zároveň do hodnosti štábního kapitána pěchoty v záloze se zpětnou účinností. V letech 1948 až 1965 pracoval jako dělník; nejdříve v podniku Moravia Přerov, později v Přerovských strojírnách. V roce 1970 se podruhé oženil. Zemřel 28. února 1973 v Olomouci na embolii.
V roce 2000 mu vláda Ruské federace in memoriam vyslovila omluvu za nezákonné věznění v roce 1945.

## Vyznamenání
- 1940 –  Československý válečný kříž 1939
- 1944 –  Pamětní medaile československé armády v zahraničí se štítky Francie a Velká Británie
- 1946 –  druhý Československý válečný kříž 1939